# Passiflora popenovii
Passiflora popenovii är en passionsblomsväxtart som beskrevs av Ellsworth Paine Killip. Passiflora popenovii ingår i släktet passionsblommor, och familjen passionsblomsväxter. Inga underarter finns listade i Catalogue of Life.

## Bildgalleri

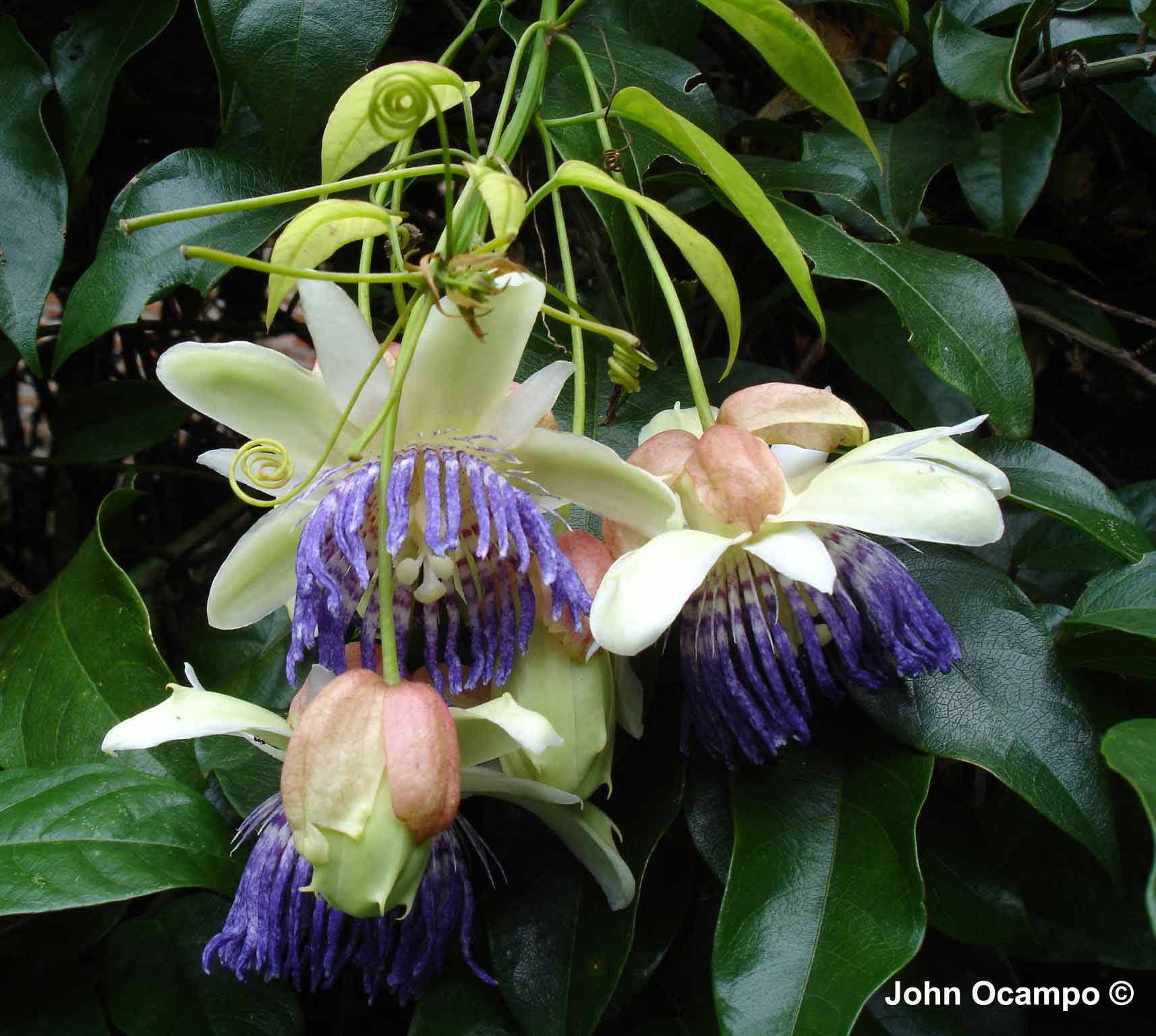